# Dmytro Ihorovych Shurov
Dmytro Ihorovych Shurov (tiếng Ukraina: ДмитрBản mẫu:Acute Bản mẫu:Acuteгорович ШBản mẫu:Acuteров, phát âm [dmɪˈtrɔ ˈiɦorowɪtʃ ˈʃurou̯]; sinh ngày 31 tháng 10 năm 1981) là một nghệ sĩ dương cầm, nhà soạn nhạc, ca sĩ-người viết lời bài hát Ukraina sống tại Kyiv. Anh từng đảm nhiệm vai trò giám khảo của chương trình X-Factor mùa 8 và 9, cũng như phụ trách sản xuất âm thanh tại cuộc thi tuyển lựa thí sinh Eurovision Song Contest 2023 và 2024 của Ukraina.

## Đầu đời
Shurov sinh ngày 31 tháng 10 năm 1981 tại Vinnytsia. Cha anh, Ihor, là một nhà thơ và họa sĩ, còn mẹ anh là một giáo viên và nhạc sĩ. Dmytro bắt đầu tập chơi dương cầm từ năm lên 4 tuổi.
Shurov từng theo học tại lyceum Auguste Renoir ở Limoges, Pháp. Anh cũng từng sống và học tại Utah, Hoa Kỳ. Tại đây, anh từng tham gia dàn hợp xướng, ban nhạc jazz và dàn nhạc giao hưởng, chuyên biểu diễn các tác phẩm của thời kỳ Baroque. Anh cũng từng là thành viên của bộ tứ "Barbershop". Sau khi trở về Ukraina từ Hoa Kỳ, Shurov đã nộp đơn xin vào Đại học Ngôn ngữ học Quốc gia Kyiv.

## Sự nghiệp

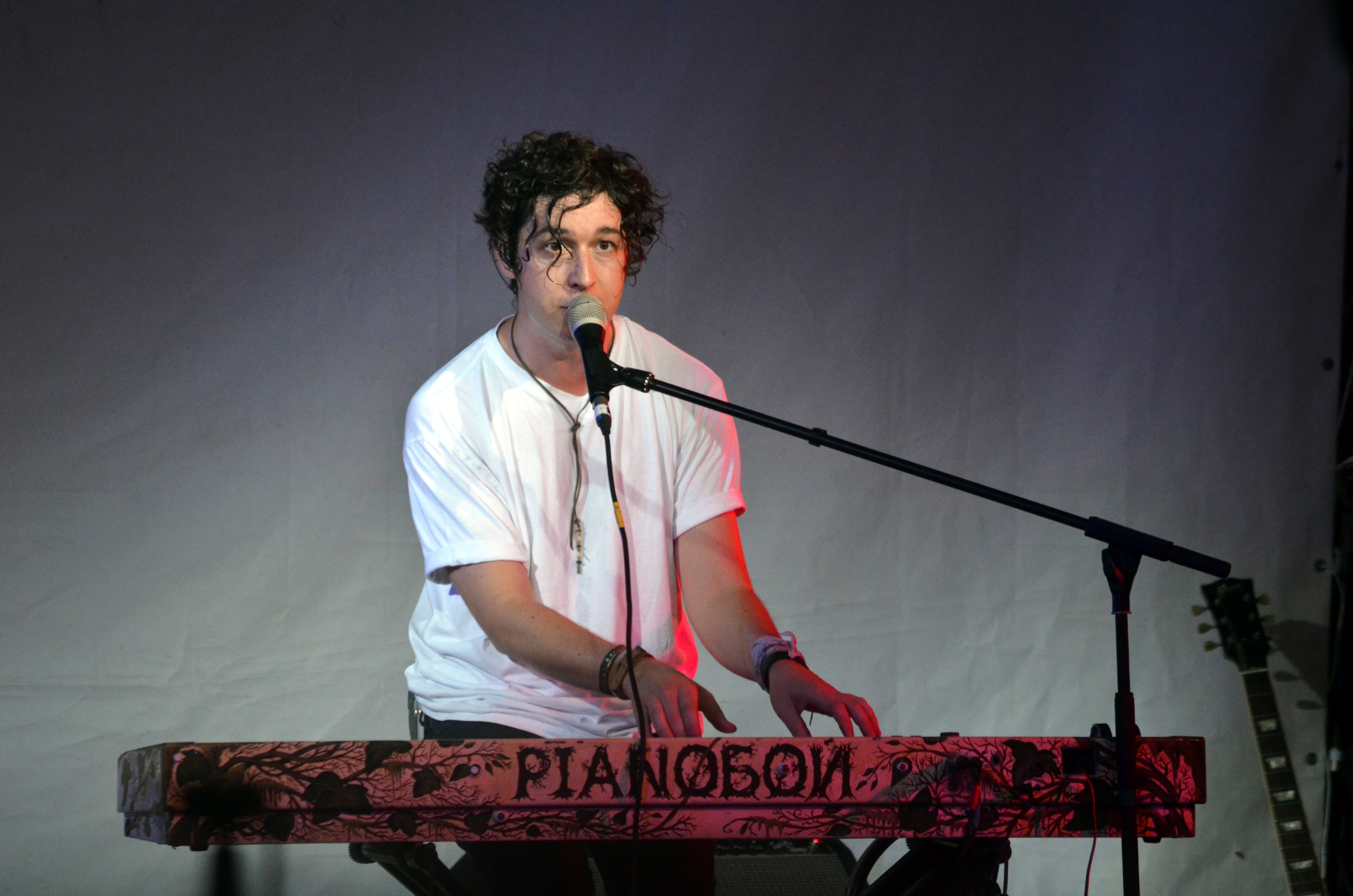
Pianoboy tại Green Theatre, 2014

Shurov gia nhập ban nhạc Okean Elzy vào năm 2000, với tư cách thành viên không cố định. Sang năm 2001, anh trở thành thành viên chính thức của ban nhạc và đạt được danh tiếng trong giai đoạn ban nhạc ở thời kỳ đỉnh cao. Năm 2004, Shurov rời ban nhạc và gia nhập Esthetic Education, một ban nhạc vừa mới được thành lập cùng với tay bass Yuriy Khustochka, một cựu thành viên của Okean Elzy. Esthetic Education hoạt động cho tới năm 2008. Năm 2009, Shurov bắt đầu một dự án riêng mang tên "Pianoboy" (Pianoбой).
Shurov là người đồng tổ chức lễ hội Moloko Music Fest tại Kyiv trong các năm 2008 và 2009 trong khuôn khổ Gogolfest. Ông đã sáng tác nhiều bài hát nhạc phim, có thể kể đến như Khottabych, loạt chương trình truyền hình Đầy tớ của Nhân dân, các chương trình hài kịch và show diễn thời trang. Anh là đại sứ thương hiệu của Yamaha tại Ukraina.
Shurov từng tham dự Hội nghị thượng đỉnh Đệ nhất Phu nhân và Phu quân Kyiv lần thứ 2. Tại hội nghị, anh đã trình diễn cùng với Ellie Goulding bài hát "Oi u luzi chervona kalyna".

## Hoạt động xã hội
Năm 2016, Shurov tham gia vào một dự án nhiếp ảnh từ thiện mang tên "Щирі. Спадщина" (Sincere. Heritage) nhằm gây quỹ cho các bảo tàng tại Ukraina.
Năm 2018, Shurov đã tích cực tham gia vận động nữ quyền thông qua việc tham gia phong trào HeForShe. Anh cùng với con trai được bổ nhiệm làm đại sứ cho phong trào ở Ukraina, tập trung vào việc giải quyết các vấn đề bất bình đẳng giới như bạo lực gia đình.
Anh đã trở thành tình nguyện viên khi Liên bang Nga xâm lược Ukraina. Anh tích cực tham gia vận chuyển viện trợ nhân đạo và tổ chức các buổi hòa nhạc từ thiện cho quân nhân, chuyên gia y tế và nhân viên cứu hộ. Như một minh chứng cho những đóng góp của mình, Shurov đã được trao tặng Huân chương Công trạng hạng ba vào tháng 8 năm 2022 ‘’“vì những công lao đáng ghi nhận trong việc củng cố nhà nước Ukraina, lòng dũng cảm và sự cống hiến thể hiện trong việc bảo vệ chủ quyền và toàn vẹn lãnh thổ của Ukraina, đóng góp cá nhân đáng ghi nhận cho sự phát triển của các lĩnh vực khác nhau của đời sốn, bảo vệ lợi ích quốc gia của nhà nước, thực hiện nghĩa vụ chuyên môn một cách tận tâm”’’.

## Đời tư
Shurov kết hôn với Olha Tarakanovska năm 2003. Hai người có với nhau 2 người một cặp con trai, chào đời vào ngày 23 tháng 8 năm 2003. Anh sống cùng với gia đình tại thành phố Kyiv.

## Danh sách đĩa nhạc
Nhạc phim
- Nhạc phim cho tiết mục "Cinderella" (Sovremennik Theatre, 2014)[13]
- Nhạc phim cho tiết mục "Vartovi Mriy" (2015)
- Nhạc phim cho chương trình hài "Liga smihu»
- "Orangelove" (2007)
- "Playing with toy soldiers" (2007)
- "How to Find the Ideal" (2007)
- "Button" (2008)
- "Tainstvennyy ostrov" (2008)
- Loạt phim "Đầy tớ của Nhân dân" (2015)
- Loạt phim "Neispravimye" (2017)

- "Model" (2001)
- "Supersimetria" (2003)
- "Tvіy format" (2003)

Esthetic Education
- "Face Reading" (2004)
- "Leave Us Alone" (2005)
- "Live at Ring" (2006, album trực tiếp)
- "Werewolf" (2007)

- "Spasibo" (2007)
- "Zelonyy teatr v Zemfire" (2008) (DVD)
- "Z-Sides" (2009, album biên tập)
- "Zemfira.Live2" (2010, album trực tiếp)
- "Krokus/Strelka" (2010, album trực tiếp, một số bài)

- "Brussel" (2011,  Brussels)

Pianoboy
- "Prostyye veshchi" (2012, Simple things)
- "Ne prekrashchay mechtat" (2013, Don't stop dreaming)
- "Take Off" (2015)
- "XICTOPI" (2019)
- "Zabroshka" (2020)

## Giải thưởng và đề cử
| Năm  | Tác phẩm đề cử | Hạng mục | Giải thưởng               | Kết quả   | Res.   |
| ---- | -------------- | -------- | ------------------------- | --------- | ------ |
| 2013 | Dmytro Shurov  | "Ca sĩ"  | Elle Style Awards Ukraina | Đoạt giải | [ 14 ] |
| 2017 | Dmytro Shurov  | "Men"    | Viva! Naykrasyvishi       | Đề cử     | [ 15 ] |
| 2018 | Dmytro Shurov  | "Men"    | Viva! Naykrasyvishi       | Đề cử     | [ 16 ] |